# Taran Killam
Taran Killam (Culver City, 1 april 1982) is een Amerikaanse acteur. Hij is onder andere bekend van zijn rollen in Saturday Night Live en heeft in vele televisieseries gespeeld, waaronder How I Met Your Mother (2006-2014). In 2017 speelde hij de rol van King George in de musical Hamilton.
Killam verscheen als zichzelf in de film Ted 2 uit 2015. In 2023 sprak Killam de stem in van Patrick O'Hara / Web-Slinger in de animiatiefilm Spider-Man: Across the Spider-Verse.
Hij is sinds 2012 getrouwd met de actrice Cobie Smulders. Samen hebben ze twee dochters.
- Gemeinsame Normdatei: 1138655783
- International Standard Name Identifier: 0000 0004 6754 6622
- Library of Congress Control Number: nb2015010500
- MusicBrainz: fac75994-b320-4360-b4cc-4ef0a5cd6684
- Nationale Bibliotheek van Tsjechië: xx0225205
- Virtual International Authority File: 315992527
- WorldCat: E39PBJkHjwpHqkM6W89qpgB9Dq